# Aeroportul Shache
Aeroportul Shache (IATA: QSZ, ICAO: ZWSC) este un aeroport din Republica Populară Chineză ce deservește zona Yarkant County⁠(d). Aeroportul a fost tranzitat în 2022 de 109.900 de pasageri. A fost deschis în 1 august 2017.
Situat la o altitudine de 1.290 m, aeroportul dispune de o singură pistă.